# Ri Yong-ho
Ri Yong-ho (en coreano: 리용호; nacido en 1956) es un político y diplomático norcoreano, fue Ministro de Relaciones Exteriores de su país desde 2016 hasta comienzos de 2020.
Ha negociado con los Estados Unidos sobre el programa nuclear de Corea del Norte. En particular, dirigió a los negociadores norcoreanos en las conversaciones del diálogo de los Seis. Fue embajador en el Reino Unido entre 2003 y 2007.
Es miembro de pleno derecho del 7° Comité Central del Partido del Trabajo de Corea y su Politburó, y diputado de la 13° Asamblea Suprema del Pueblo desde 2014.
Según un informe publicado en 2023 por el periódico japonés Yomiuri Shimbun, Ri habría sido ejecutado entre el verano y el otoño del 2021, aunque esta información no ha podido ser confirmada por otros medios.

## Biografía

### Primeros años
Nació en 1956; hijo de Ri Myong-je, un colaborador cercano de la dinastía Kim y exeditor de la Agencia Central de Noticias de Corea. Se graduó de la escuela Namsan en Pionyang en 1973. Se especializó en inglés en la Universidad de Lenguas Extranjeras de Pionyang.

### Carrera diplomática
Es un diplomático de carrera, con más de 30 años de servicio en asuntos exteriores. Competente en inglés, se lo describe como «un hábil negociador». Tiene una experiencia particularmente amplia en las negociaciones con los Estados Unidos sobre el programa nuclear norcoreano.
Ingresó en el Ministerio de Relaciones Exteriores en 1978. En 1979, se convirtió en secretario de la embajada norcoreana en Zimbabue durante cuatro años. Entre 1985 y 1988 se desempeñó como secretario en la embajada norcoreana en Suecia.
Regresó a Corea en 1988, donde fue líder, supervisor y subdirector de la Oficina de Organizaciones Internacionales del ministerio de exteriores. Ese cargo le permitió participar en las negociaciones con los Estados Unidos. En 1995 fue promovido como consejero en el ministerio. En ese momento, fue descrito como un aliado cercano de Kang Sok-ju. Participó en negociaciones directas con los Estados Unidos en la década de 1990. En octubre de 2000, fue embajador en general acompañando a Jo Myong-rok a las negociaciones en Washington D. C.
En la década de 2000, se desempeñó como embajador varios países de Europa occidental. Con la apertura de la misión diplomática norcoreana en Londres, fue el primer embajador de su país en el Reino Unido entre 2003 y 2007. Fue nombrado viceministro de relaciones exteriores el 23 de septiembre de 2010, trabajando para Ri Su-yong. Fue el principal representante de Corea del Norte en las conversaciones del grupo de los seis en 2011. En 2011, se reunió con negociadores de Corea del Sur en Bali para obtener un acuerdo sobre las conversaciones de desarme nuclear.

### Ministro de Relaciones Exteriores

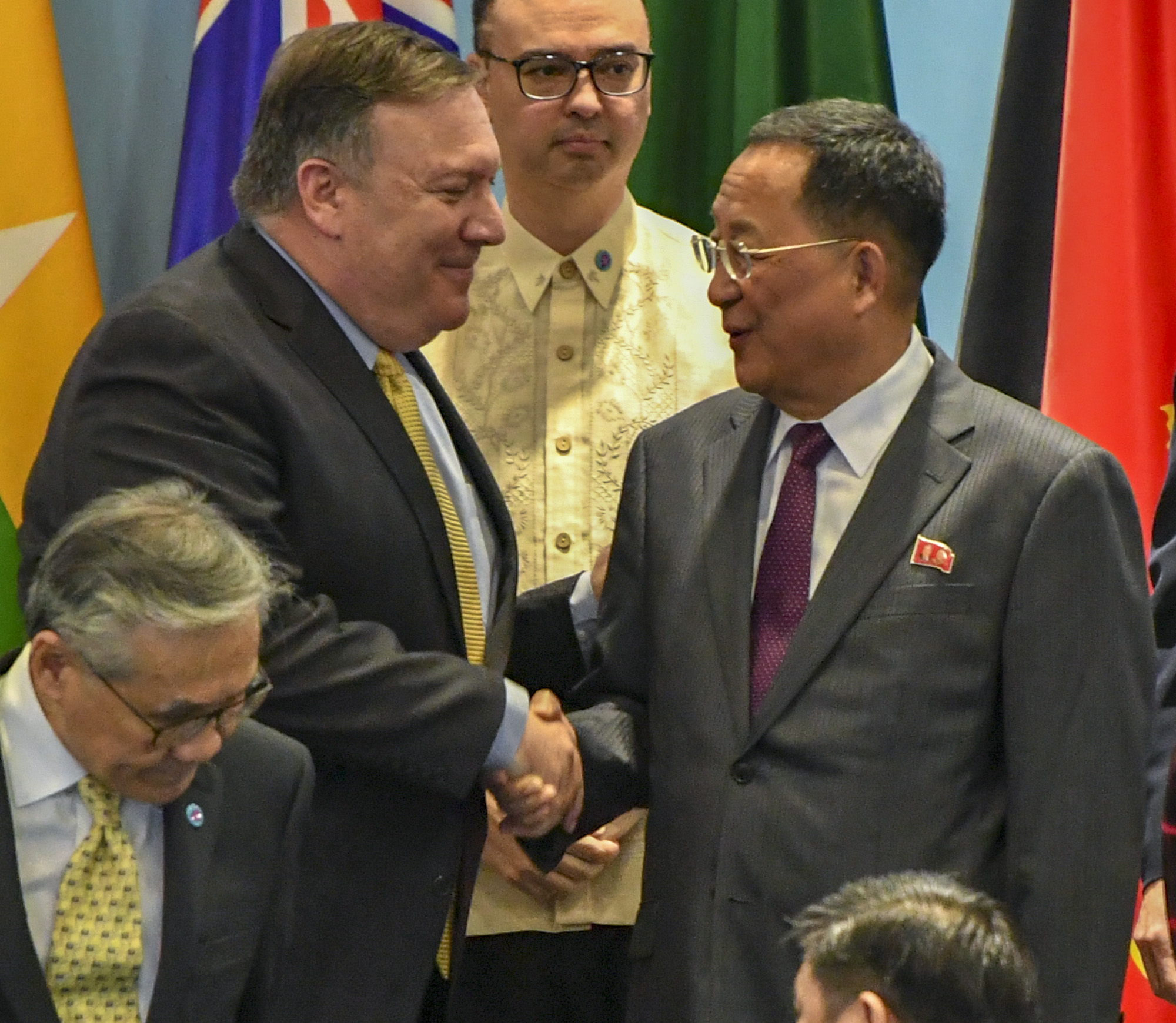
Ri habla con Mike Pompeo (Secretario de Estado de Estados Unidos) en la cumbre de Singapur.

Fue nombrado ministro de relaciones exteriores el 9 de mayo de 2016. Su ascenso se produjo después del séptimo Congreso del Partido del Trabajo de Corea, que lo convirtió en miembro de pleno derecho del Comité Central y miembro suplente del Politburó. Anteriormente, desde el 28 de septiembre de 2010, había sido miembro suplente del Comité Central.
En agosto de 2017, participó en una reunión multilateral con ministros de relaciones exteriores en una cumbre en Manila (Filipinas). Negoció con sus contrapartes de Corea del Sur, China y Rusia, acerca de las armas nucleares norcoreanas.
El 23 de septiembre de 2017, asistió a la Asamblea General de las Naciones Unidas y pronunció un discurso en el que comentó que Donald Trump es nombrado por el propio pueblo estadounidense como un «dirigente malvado» y un «rey mentiroso». Tras ello se convirtió en miembro de pleno derecho del Politburó.
En 2018 asistió a la cumbre intercoreana y a la cumbre con Estados Unidos en Singapur.